# Al-Afrasiyab
Al-Afrasiyab fou una dinastia de paixes de Bàssora.
La va fundar Afrasiyab, dels que s'ignora el seu origen ètnic; només se sap que va comprar el govern al paixà local vers el 1612. Afrasiyab va morir el 1624/1625 i el va succeir el seu fill Ali Paixà; en aquell moment els perses estaven atacant la ciutat però Ali els va poder rebutjar; un segon atac persa el 1629 fou igualment rebutjat. Ali en canvi no va participar en les lluites entre turcs i perses per Bagdad, i va conservar la seva província governant com a virtual sobirà independent.
Vers el 1652 el va succeir el seu fill Husayn Paixà, però alguns conflictes interns foren aprofitats per Murtada Paixà de Bagdad per expulsar a Husayn, que fou substituït pel seu oncle Ahmad Paixà, germà d'Ali (1654), però al cap de molt poc, encara el mateix 1654, Murtada va fer executar a Ahmad i el poble i les tribus es van revoltar, i van restaurar a Husayn Paixà.
Vers el 1664 va fer una expedició per apoderar-se d'Al-Hasa i al cap d'uns mesos (1665) fou atacat per Uzun Ibrahim Tawil Paixà de Bagdad (1665). Després d'un setge, probablement d'Al-Kurna, Husayn va abdicar en el seu fill Afrasiyab II, que era menor d'edat, però va restar com a regent, però finalment fou derrotat i enderrocat per Qara Mustada Firari Paixà de Bagdad que va restablir el poder otomà efectiu al territori el 1668.

## Llista de governants
- Afrasiyab I 1612-1625
- Ali Paixà 1625-1652
- Husayn Paixà 1652-1654
- Ahmed Paixà 1654
- Murtada Paixà de Bagdad 1654-1655
- Husayn Paixà (restaurat) 1654-1666, regent 1666-1668
- Afrasiyab II 1666-1668